# Halluszu-Inszuszinak
Halluszu-Inszuszinak – król Elamu w latach 699–693 p.n.e., brat Szutruk-Nahhunte II, którego odsunął od władzy w krwawym przewrocie pałacowym.
Znana jest tylko jedna elamicka inskrypcja Halluszu-Inszuszinaka, w której nazywa on siebie „tym, który poszerza granice królestwa”. Wydarzenia ostatniego roku jego panowania są lepiej znane, jako że wciągnięty on został w konflikt pomiędzy królem asyryjskim Sennacherybem a królem babilońskim Marduk-apla-iddiną II. Gdy Sennacheryb zaatakował Babilonię, Marduk-apla-iddina II zmuszony został do wycofania się na bagna Zatoki Perskiej, by następnie znaleźć schronienie w Elamie. W odwecie za pomoc udzieloną Marduk-apla-iddinie II Asyryjczycy zaatakowali Elam od strony morza zdobywając i niszcząc szereg  nadbrzeżnych miast. Gdy wojska asyryjskie zaangażowane były w rejonie Zatoki Perskiej, Halluszu-Inszuszinak ze swą armią wkroczył do północnej Babilonii, zdobył miasto Sippar i pojmał Aszur-nadin-szumiego, asyryjskiego następcę tronu, którego Sennacheryb uczynił królem Babilonii. Na jego miejsce osadził na tronie babilońskim Nergal-uszeziba. We wrześniu 693 roku p.n.e. Sennacherybowi udało się pokonać połączone siły babilońsko-elamickie w bitwie pod Nippur. Halluszu-Inszuszinak powrócił do Suzy, ale – jak podaje Kronika babilońska – zaraz po przybyciu został zamordowany przez swych własnych ludzi. Na tronie elamickim zastąpił go jego syn Kudur-Nahhunte.